# Patu (genre)
Pour les articles homonymes, voir Patu.
Genre
Patu ou tisseuse naine est un genre d'araignées aranéomorphes de la famille des Symphytognathidae.

## Distribution
Les espèces de ce genre se rencontrent dans les régions tropicales en Asie du Sud-Est, en Océanie, en Amérique du Sud et aux Seychelles, en Chine et au Japon.

## Habitat
Les araignées patu vivent dans les forêts très humides, dans la litière, sous le bois mort ou dans les fissures et cavités du sol.

## Description
Ce sont de très petites araignées d'une taille de souvent moins de 0,7 mm.
Elles ont six yeux en trois diodes et une région céphalique bombée. Les chélicères sont fusionnés près de la base. Les poumons en feuillets sont remplacés par des trachées.
La femelle est dépourvue de palpes.
Les araignées patu tissent des toiles circulaires dense et horizontales, immensément grandes en regard de leur taille minuscule.d'eau.

## Liste des espèces
Selon World Spider Catalog (version 22.5, 01/12/2021) :
- Patu catba Li & Lin, 2021
- Patu dakou Li & Lin, 2021
- Patu damtao Li & Lin, 2021
- Patu digua Forster & Platnick, 1977
- Patu eberhardi Forster & Platnick, 1977
- Patu jiangzhou Li & Lin, 2021
- Patu jidanweishi Miller, Griswold & Yin, 2009
- Patu marplesi Forster, 1959
- Patu nagarat Li & Lin, 2021
- Patu nigeri Lin & Li, 2009
- Patu putao Li & Lin, 2021
- Patu qiqi Miller, Griswold & Yin, 2009
- Patu saladito Forster & Platnick, 1977
- Patu samoensis Marples, 1951
- Patu silho Saaristo, 1996
- Patu vitiensis Marples, 1951
- Patu woodwardi Forster, 1959
- Patu xiaoxiao Miller, Griswold & Yin, 2009

## Publication originale
- Marples, 1951 : « Pacific symphytognathid spiders. » Pacific science, vol. 5, p. 47-51 (texte intégral).